# Skagen
Skagen (dänisch: [ˈskɛˀjn̩] anhörenⓘ, deutsch: [ˈskaːɡŋ̩]) ist die nördlichste Stadt Dänemarks und Teil der Kommune Frederikshavn, Region Nordjylland. Die bedeutende Hafenstadt hat 7394 Einwohner (Stand 1. Januar 2025), ist ein gut besuchtes Seebad, liegt an der Nordspitze von Jütland und kann auf lange Sandstrände verweisen. Der Hafen ist der größte Fischereihafen des Landes.
Seinen internationalen Rang verdankt der Ort jedoch den Skagen-Malern, einer Gruppe überwiegend skandinavischer Künstler, die den Fischerort Ende des 19. Jahrhunderts zu ihrem Sommerrefugium machten. Die Gegend um Skagen ist auch heute noch malerisch. Das Stadtbild wird von kleinen, ocker verputzten Häusern mit roten Ziegeldächern bestimmt. Ihre weißen Dachfugen dienten den Fischern als Landmarken.

## Geografie
Skagen besteht aus mehreren Ortsteilen, die im Laufe der Jahrzehnte zu einem geschlossenen Siedlungsgebiet zusammengewachsen sind: Gammel Skagen (offiziell: Højen), Kappelborg, Nordby, Vesterby und Østerby.
Nördlich von Skagen befindet sich die flach auslaufende Landspitze Grenen, wo Kattegat und Skagerrak deutlich erkennbar zusammenfließen.
Früher bestand das Gebiet südlich von Skagen fast ausschließlich aus Wanderdünen. Um eine feste Straßenverbindung nach Skagen zu bauen, wurden sie bepflanzt. Südlich von Skagen befindet sich immer noch die größte Wanderdüne Dänemarks, Råbjerg Mile, mit einer Fläche von über 1 km².

## Geschichte

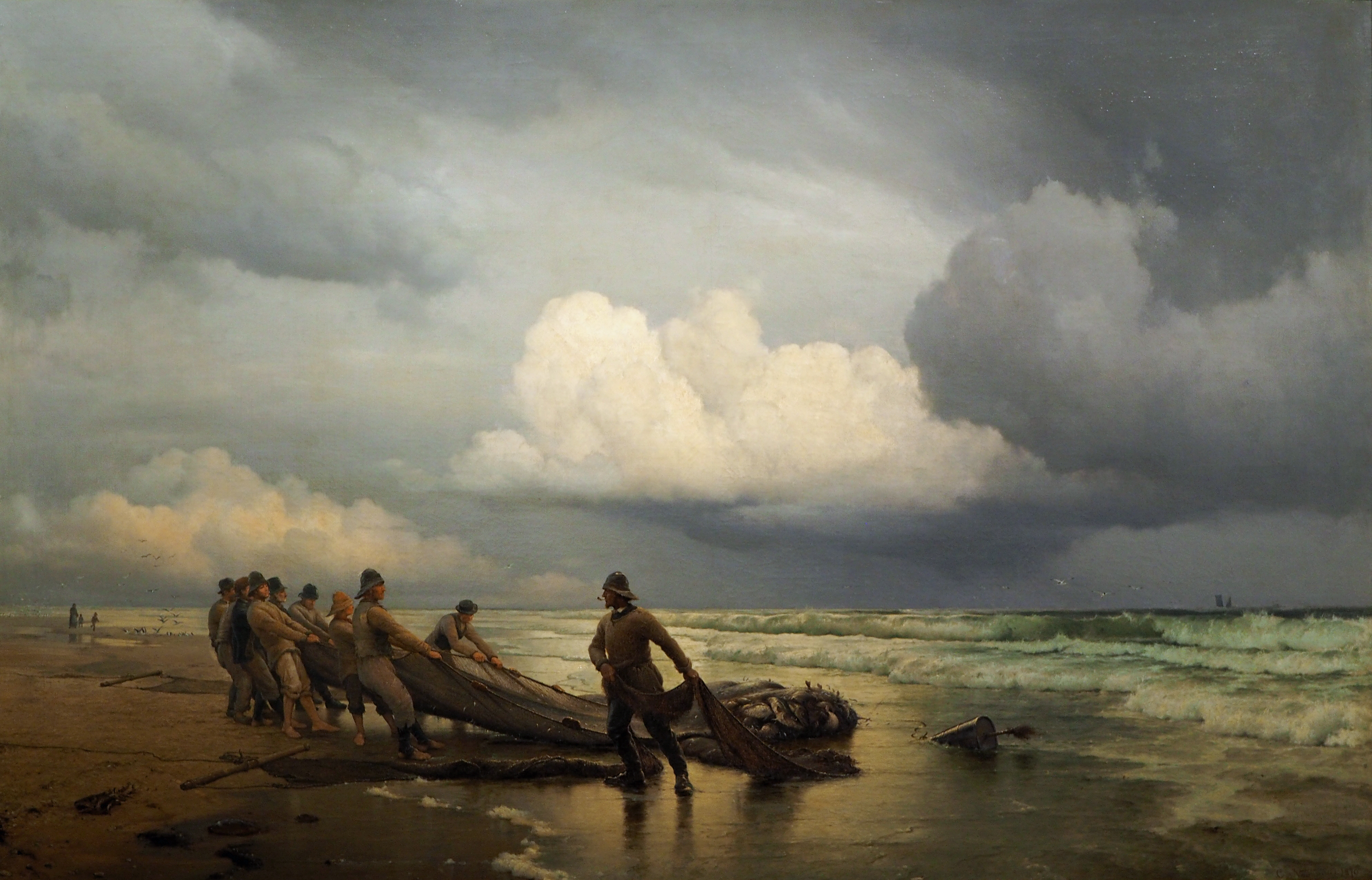
Fischer holen am Nordstrand von Skagen die Netze ein, gemalt von Johann Carl Neumann (1870)

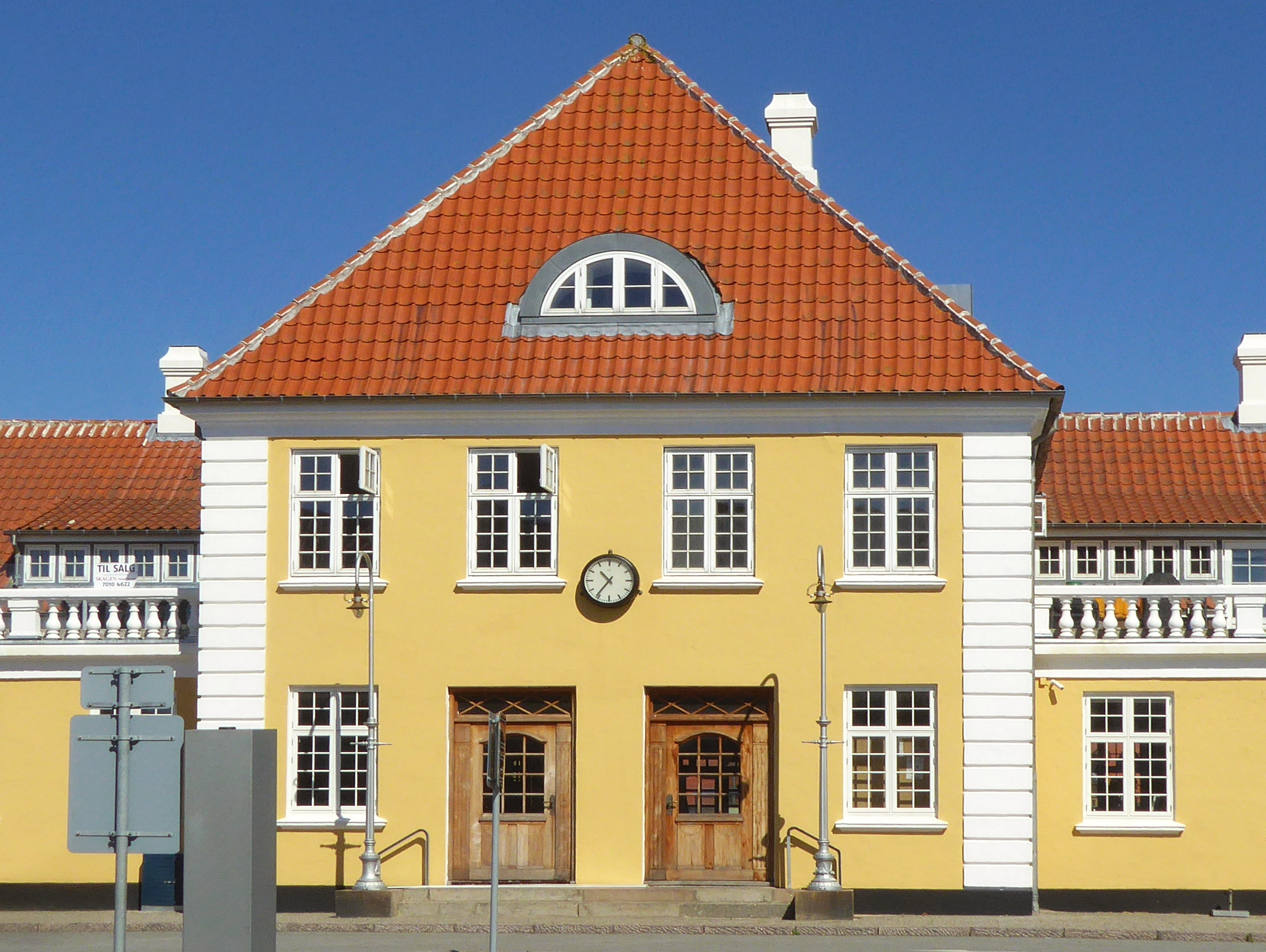
Neoklassizistischer Bahnhof seit 1919 in Skagen (Foto 2018)

Die ins Meer ragende Landschaft gab dem Ort seinen Namen, der sich aus dem altnordischen Wort skaga herleitet (dt. „herausragen“) bzw. vom altdänischen skaghi (dt. „Landspitze“).
Von 1250 finden sich Spuren, die auf eine erste Besiedlung nördlich des Hügels Fyrbakken schließen lassen. 1299 wurde Skagen erstmals erwähnt; 1413 wurden dem Fischerort die Marktrechte verliehen, 1507 das Stadtrecht. 1672 zählte die Stadt – trotz Kriegen, Rückgang der Fischerei, Sturmfluten und Versandung durch Wanderdünen – bereits knapp über 1000 Einwohner.
Im Laufe der Jahrhunderte wurden aufgrund zahlreicher Strandungen mehrere Leuchttürme zur Orientierung der Seeschifffahrt errichtet: 1560 das Papageienfeuer, der Vorgänger des Skagen Vippefyr, 1746 Det Hvide Fyr, 1848 Skagen Fyr bzw. Det Grå Fyr und 1956 Skagen Vest. In den 1870er Jahren begann die Epoche der Skagen-Maler, auf die die spezielle Lichtstimmung Skagens einen besonderen Reiz ausübte.
Vom 26. Juli 1889 bis zum 24. Juli 1890 wurde die Bahnstrecke Frederikshavn–Skagen als Schmalspurbahn nach Frederikshavn erbaut. Mit dem Bau wurde in Skagen 1890 der Bahnhof Skagen in Betrieb genommen, für den nach Plänen des Architekten Thomas Arboe das erste Bahnhofsgebäude errichtet worden war. Damit verfügte Skagen bereits im 19. Jahrhundert über den nördlichsten Bahnhof von Dänemark. Da die Eisenbahnanbindung von der Bevölkerung, dem ortsansässigen Handel und den Hafenbetrieben gut angenommen worden war, begann zu Beginn des 20. Jahrhunderts die Planung für ein größeres Bahnhofsgebäude, welches nach Plänen des Architekten Ulrik Plesner neoklassizistisch erbaut und bereits 1919 in Betrieb genommen wurde. Ein Umbau der Bahnanlagen wurde kurze Zeit später in Angriff genommen, sodass 1924 die Bahnlinie von Frederikshavn bis Skagen über 40 Kilometer auf Normalspur umgestellt werden konnte. Gleichzeitig wurden die Gleisanlagen der Hafenbahn von Skagen ausgebaut. Bahnbetreiber war ab 1924 die Skagensbanen A/S (SB), die sich am 11. September 2001 mit der A/S Hjørring Privatbaner zusammenschloss. Aus der Fusion entstand das Bahnunternehmen Nordjyske Jernbaner.
Am 16. November 1906 kam es in der Nähe von Skagen zu einem Schiffsunglück. Bei dem Unfall stieß der deutsche Fischdampfer Comet mit der schwedischen Bark Cometen zusammen, wodurch diese sank.
Der neue Hafen, Skagen Havn, wurde am 19. November 1907 eröffnet. Er ist gegenwärtig der größte Fischereihafen des Landes. Der jüngste Ausbau wurde im Frühjahr 2015 abgeschlossen, seither können auch Kreuzfahrtschiffe den Hafen anlaufen.
Von 1970 bis Dezember 2006 bildete Skagen eine eigene Kommune Skagen mit den Ortschaften Bunken, Hulsig, Kandestederne, Skiveren, Tuen und Ålbæk. Seit dem 1. Januar 2007 gehört Skagen als unselbständige Gemeinde zur Kommune Frederikshavn.

## Sehenswürdigkeiten

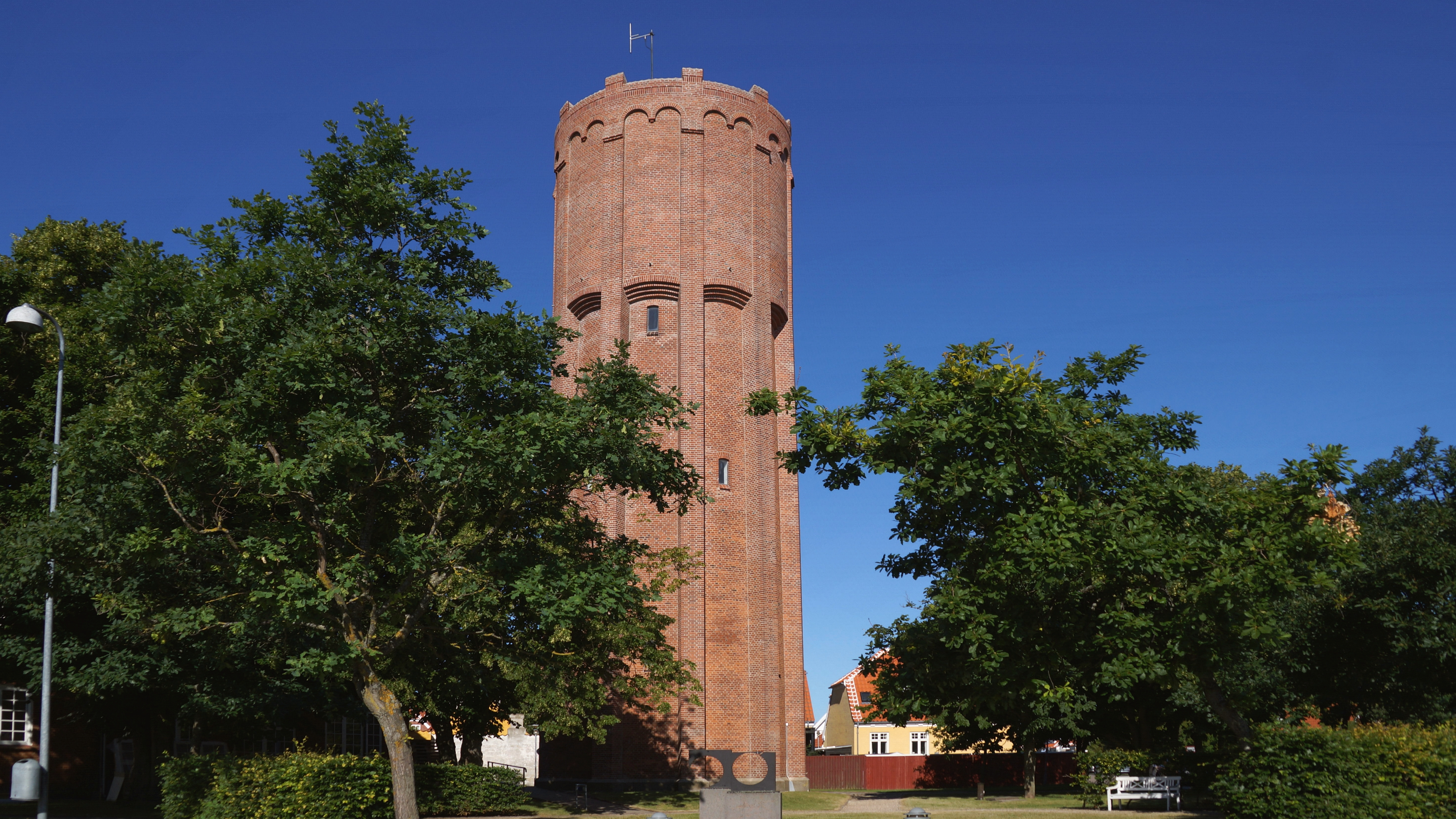
Der Wasserturm von 1934 hatte diese Funktion bis 1983 (Foto 2018)

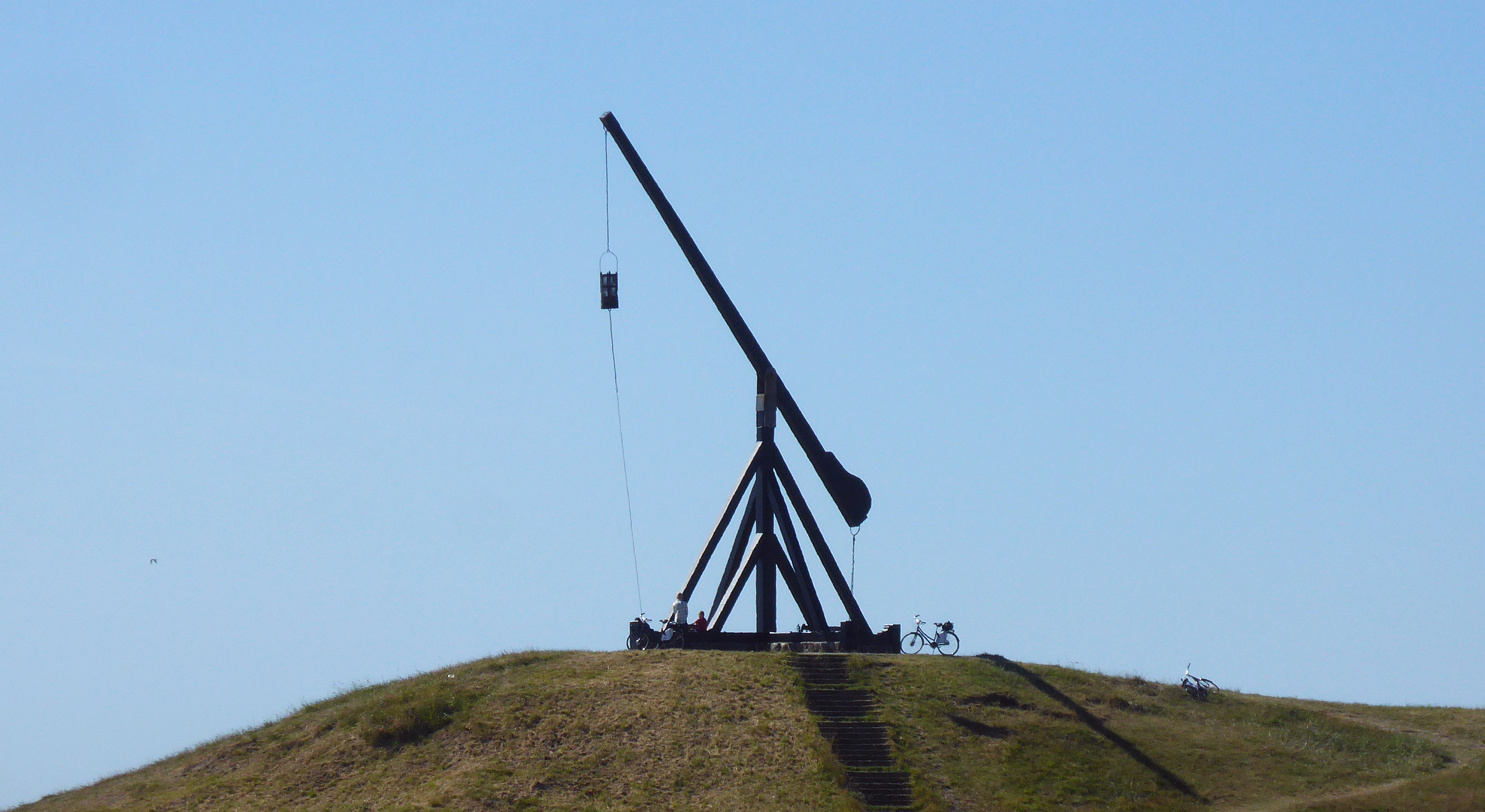
Vippefyret (Leuchtfeuer von 1627 bis 1747), Kopie im Nordosten von Skagen (2018)

Im Kunstmuseum Skagens Museum sind Werke der ehemaligen Künstlerkolonie der Skagen-Maler ausgestellt. Die Sammlung umfasst rund 1900 naturalistische, realistische und impressionistische Arbeiten. Das Grenen Kunstmuseum besteht seit 1977.
Das Naturzentrum Skagen Odde Naturcenter bietet seit Mai 2000 Informationen zu den Themen Sand, Wasser, Wind und Licht zum Verständnis der Naturphänomene, die am Zusammenfluss von Nord- und Ostsee besonders eindrücklich sind.
Skagen besitzt auch ein Naturhistorisches Museum und ein Teddybärmuseum.
Die Kirche von Skagen wurde 1841/1910 erbaut und liegt im Stadtzentrum.
Der Backstein-Wasserturm aus dem Jahr 1934 dient heutzutage als Aussichtsturm und bietet ob seiner Höhe von 34 Metern eine weite Rundumsicht.
In Sichtweite der beiden Leuchtturm-Bauwerke im Nordosten von Skagen liegt das Vippefyret, das mittels einer Holzkonstruktion nachts ein Feuerzeichen mit einem aufwärts schwenkbaren Feuerkorb für Sicherheit der küstennahen Seefahrt sorgte. Das Vippefyret, heute nur noch eine Kopie, war somit von 1627 bis 1747 ein Vorläufer der Leuchttürme.
Zu der versandeten Kirche (Tilsandede Kirke) St. Laurentius folgt man der Fernstraße Primærrute 40 von Skagen südwestlich etwa 3 Kilometer bis zu einem linksseitigen Parkplatz und von dort weiter auf einem Wanderweg etwa 1,5 Kilometer östlich der Fernstraße in eine Dünenlandschaft. Die Kirche stammt aus dem 13. Jahrhundert, musste aber wegen des unablässigen Flugsandes aufgegeben werden.

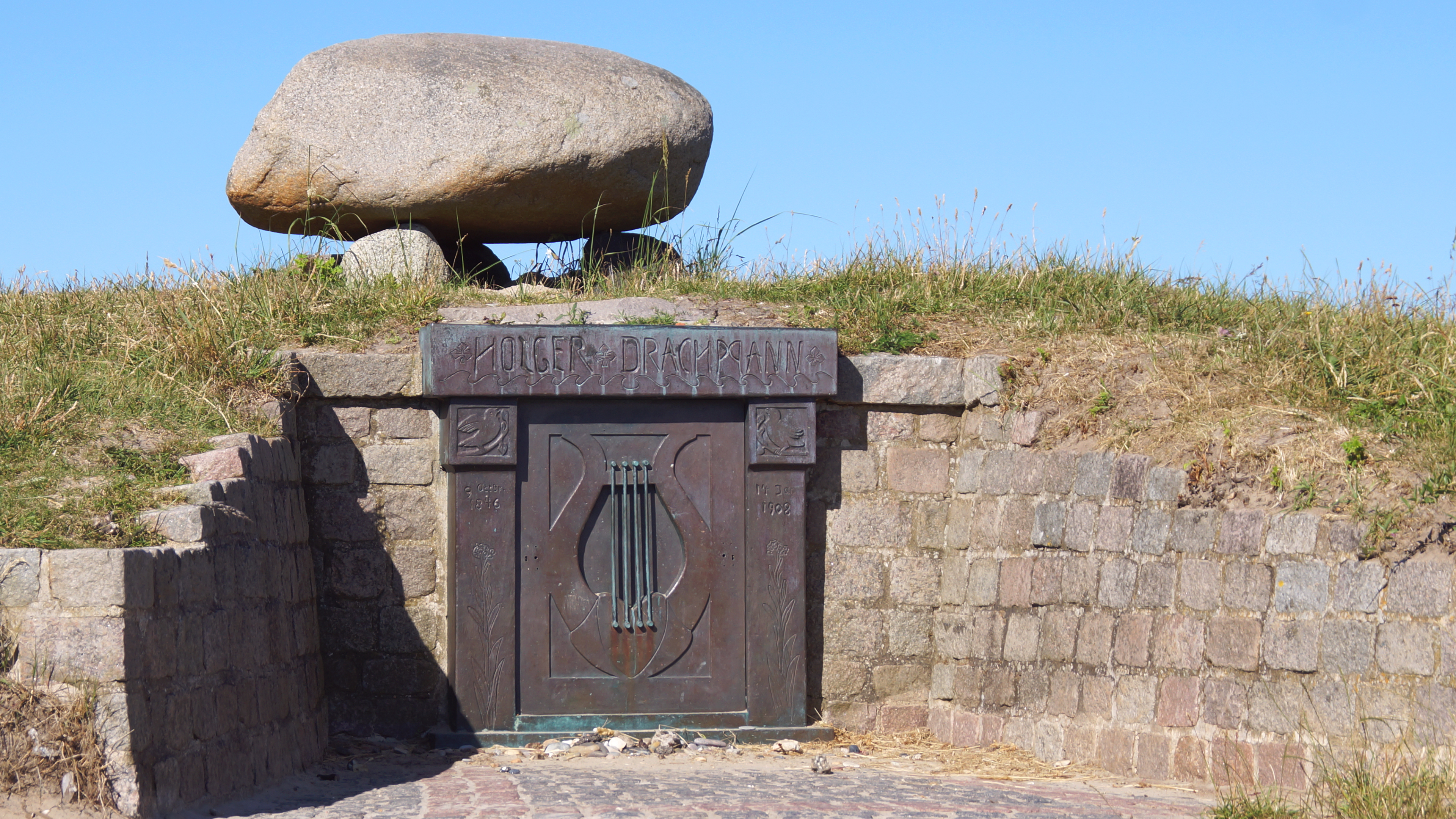
Gruft von Holger Drachmann nördlich Skagen in den Dünen (2018)

Unweit der Landspitze Grenen liegt unterhalb eines Aussichtspunktes in den Dünen eine Gruft mit der Grabstätte des in Dänemark bekannten Dichters Holger Drachmann. Das kupferne Tor zur Gruft wurde entworfen durch Drachmanns Freund aus der Künstlerkolonie Skagen, Peder Severin Krøyer. Drachmann, der als ausgebildeter Maler auch nordjütländische Motive malte, kam im Alter von 56 Jahren nach Skagen und verstarb wenige Jahre später 1908 in  Hornbæk, Seeland. Die Überführung erfolgte per Schiff nach Frederikshavn und weiter mit dem Zug nach Skagen mit anschließender Beisetzung unter großer Anteilnahme der Bevölkerung.
Seit 1971 findet jeden Sommer das „Skagen Festival“ statt. Es ist Dänemarks ältestes Musikfestival, der Slogan des Festivals lautet It's Good to See You, der Titel des Allan-Taylor-Lieds, das Alex Campbell in den 1970er Jahren auf dem Festival sang.

## Leuchtfeuer
Skagen besitzt mehrere Nachtseezeichen. Am auffälligsten ist der Leuchtturm, der mit 46 m der zweithöchste Dänemarks ist und elektrisch betrieben wird. Die Einwohner Skagens nennen ihn auch den Grauen Turm.
Etwas weiter südlich steht näher am Ort ein ehemaliger Leuchtturm (Weißer Turm), der sich von dem aus Ziegeln gemauerten Wasserturm durch seine weiße Farbe abhebt. In der Nähe steht der Nachbau einer ursprünglich 1560 errichteten Feuerblüse: Ein mit brennendem Holz befüllter Eisenkorb wurde über eine Wippkonstruktion in die Höhe befördert und das Feuer dadurch weithin sichtbar.
Diese drei Leuchtfeuer befinden sich an der Ostseeseite Skagens. Um auch die Seefahrer der Nordsee vor Grenen zu warnen, wurde in Højen (Gammel Skagen) ebenfalls ein Leuchtfeuer errichtet, welches aus einem pyramidenförmigen Holzgestell besteht. 1956 entstand ebenfalls an der Westküste das Leuchtfeuer Skagen West als schmaler Betonturm.

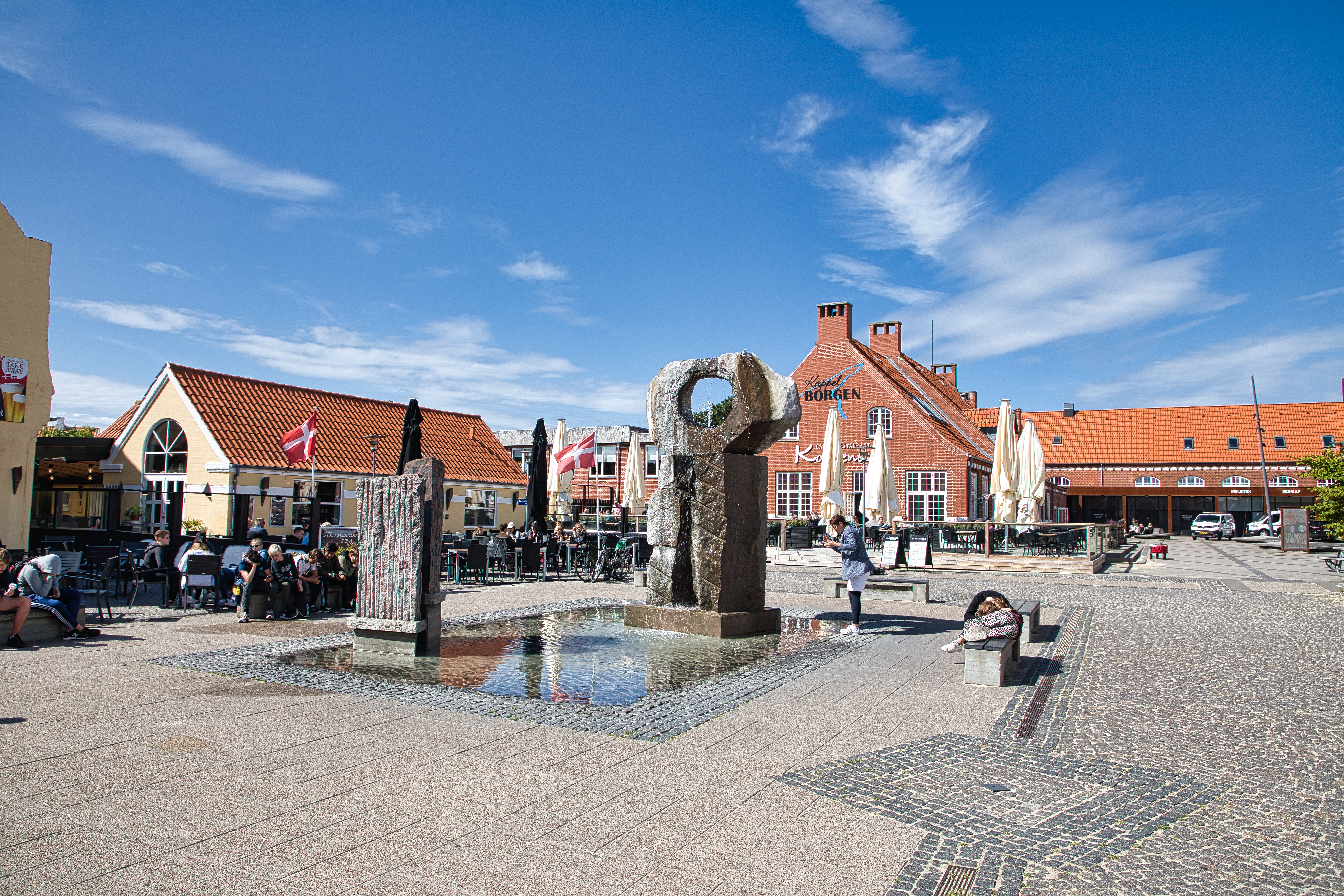
Im Zentrum von Skagen (2021)
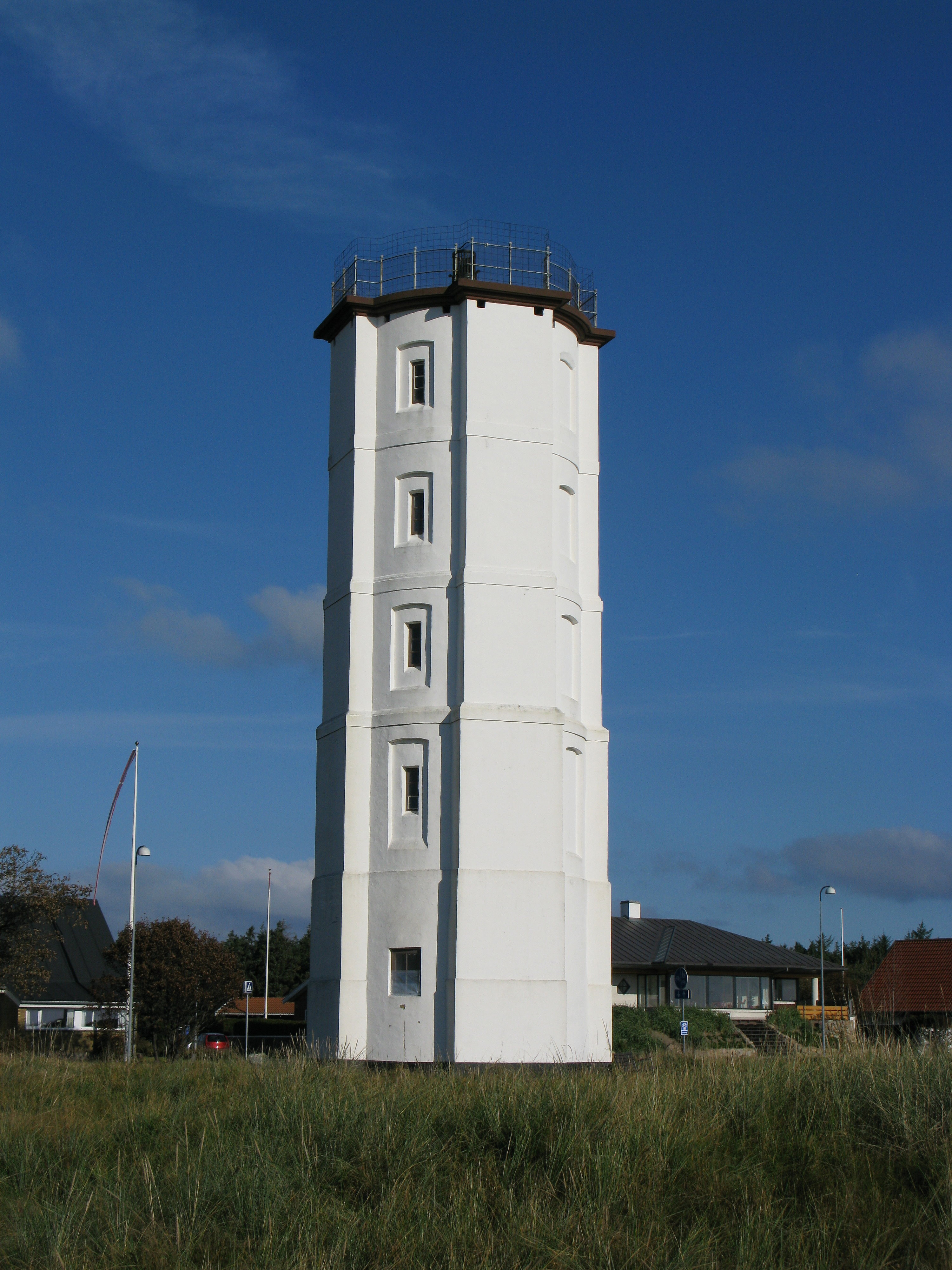
Weißer Turm
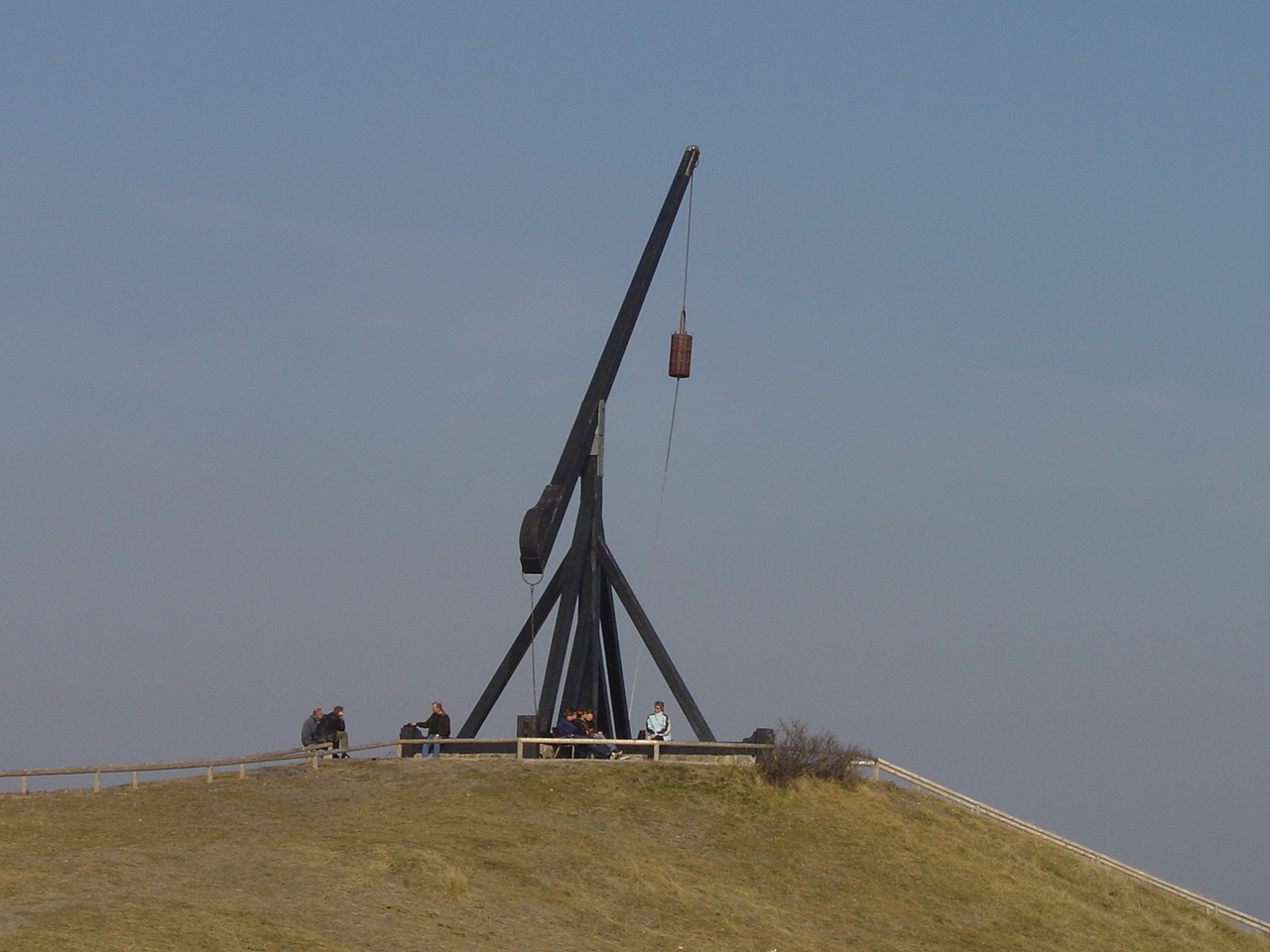
Altes Leuchtfeuer von Skagen (Nachbau)
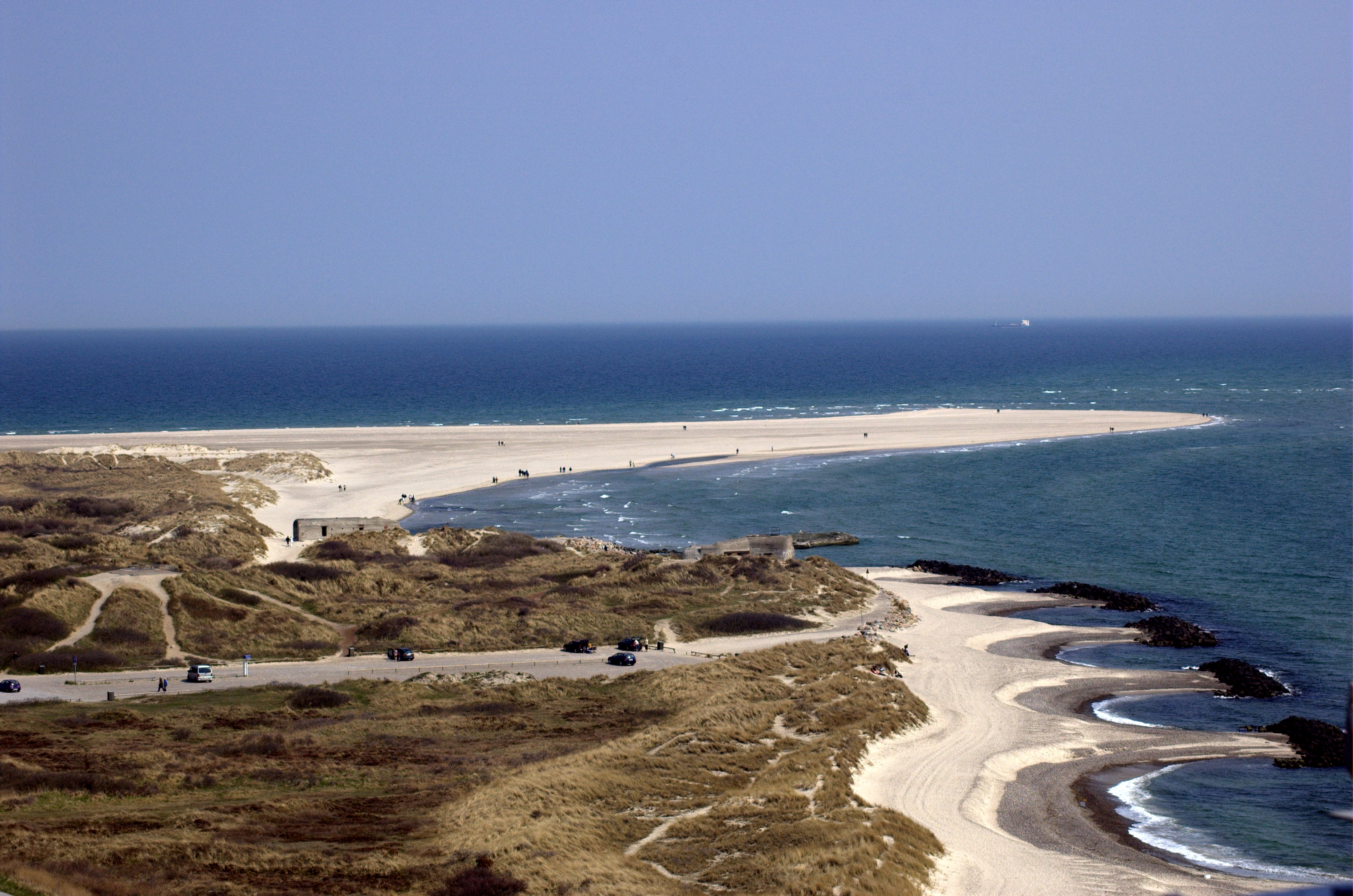
Landspitze Grenen
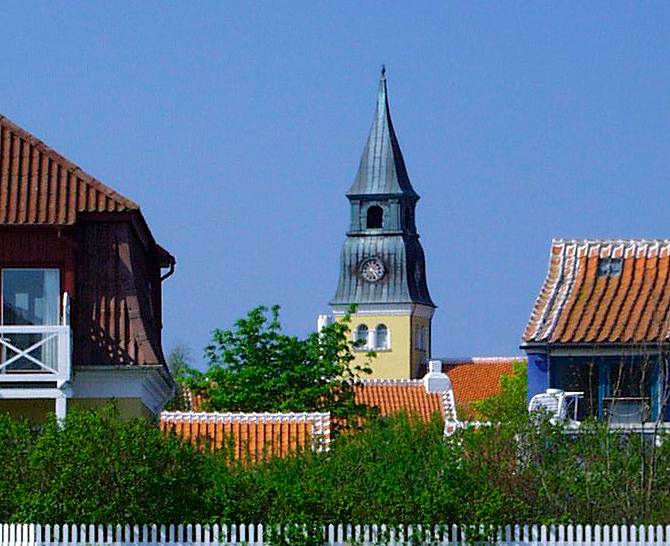
Kirche in Skagen
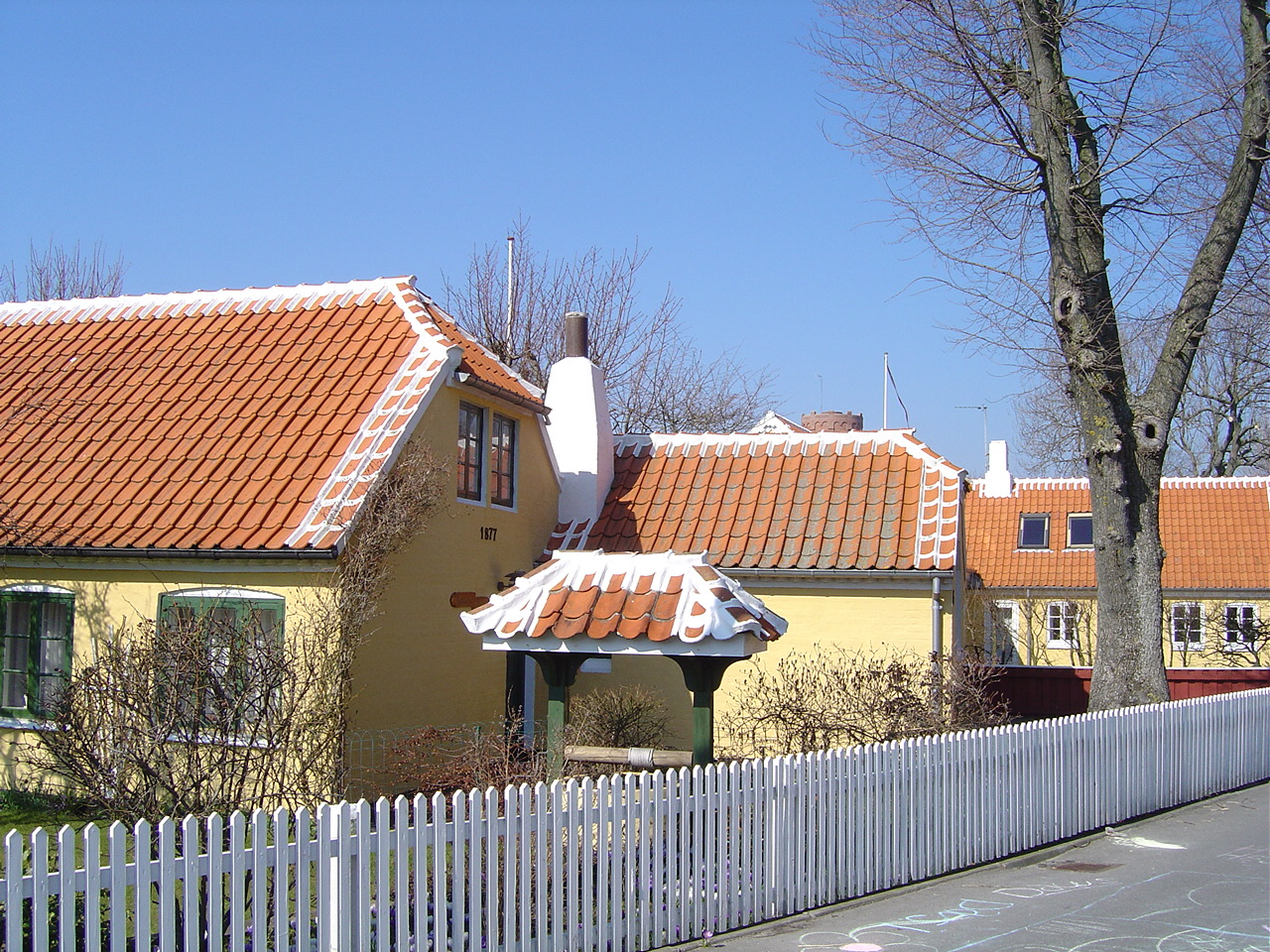
Häuser in Skagen sind traditionell ocker verputzt, das rote Ziegeldach wird von außen weiß verfugt.
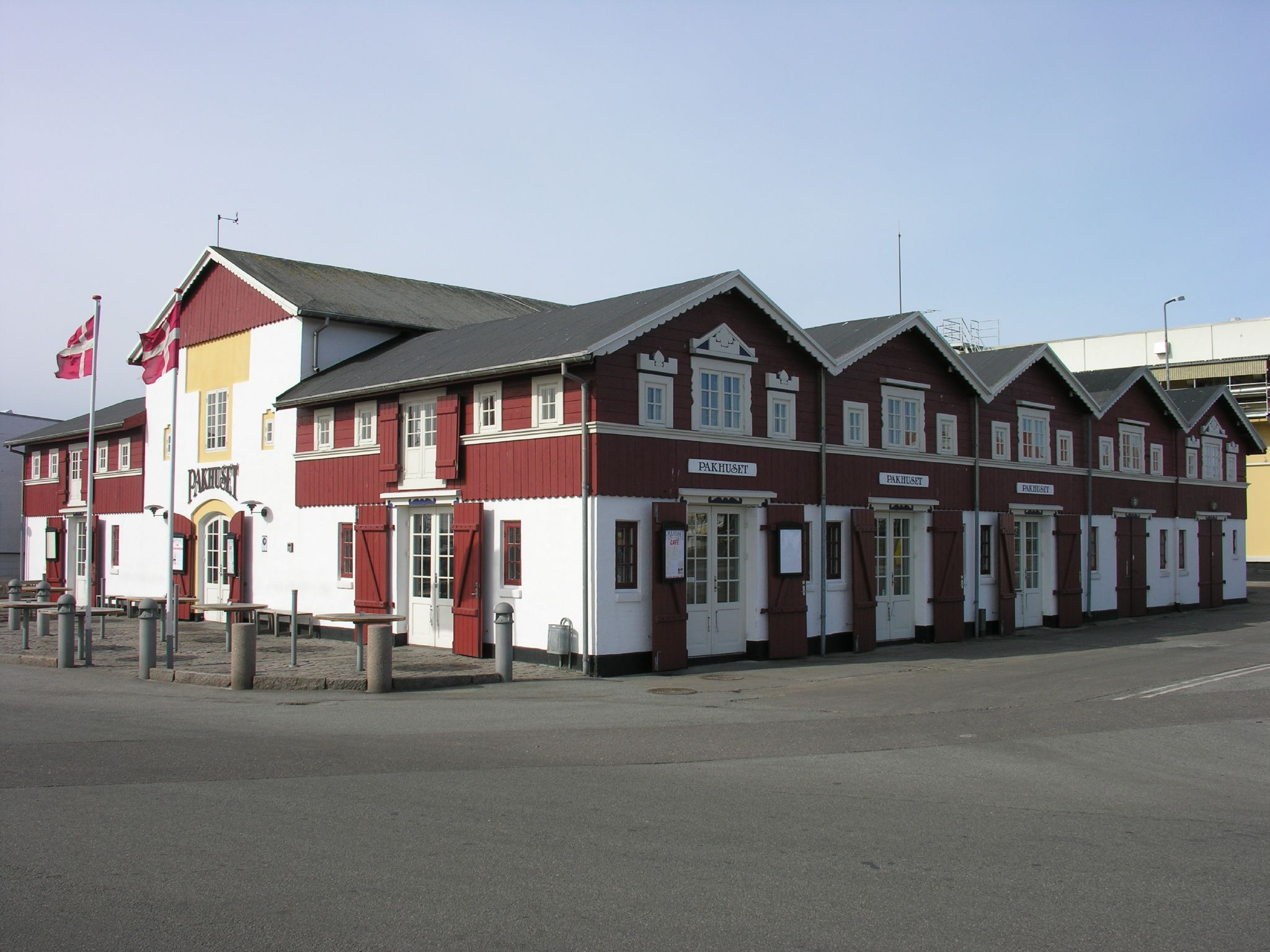
Die Packhäuser im Hafen von Skagen gestaltete Thorvald Bindesbøll 1907 nach dem Vorbild der Deutschen Brücke in Bergen.
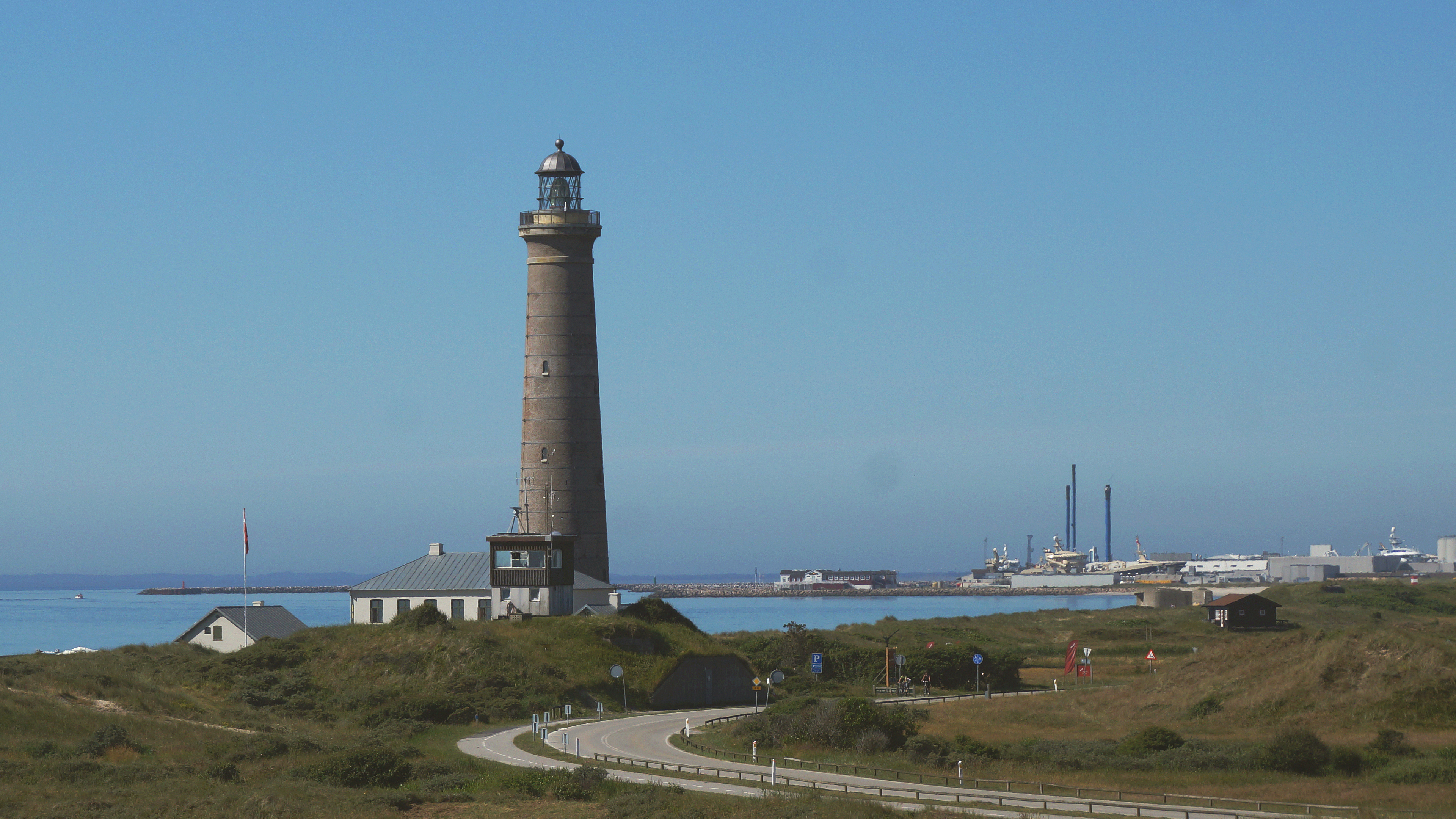
46 m hoher Grå Fyr von 1858 vor dem Hafen von Skagen (2018)
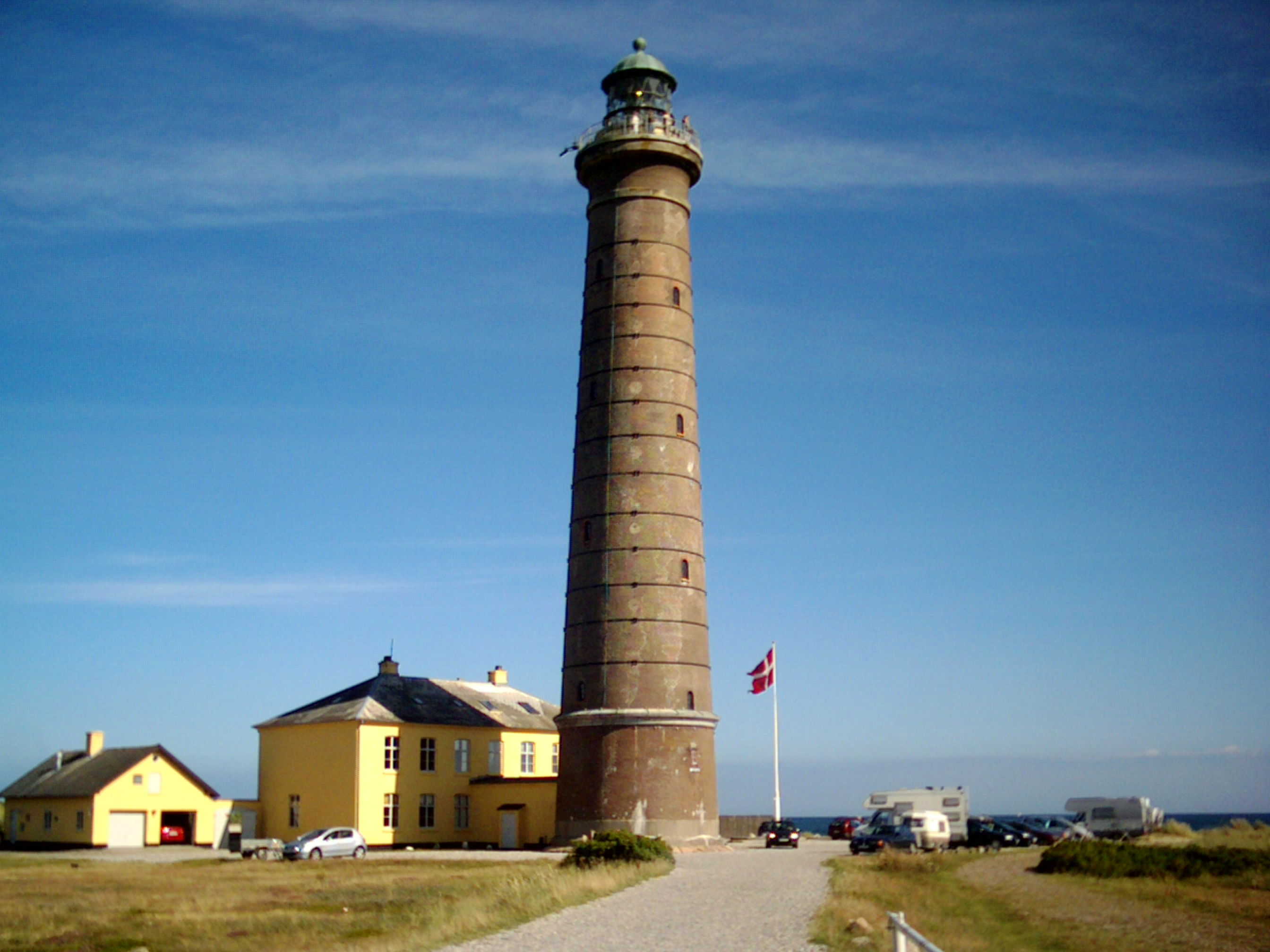
Skagens Leuchtturm
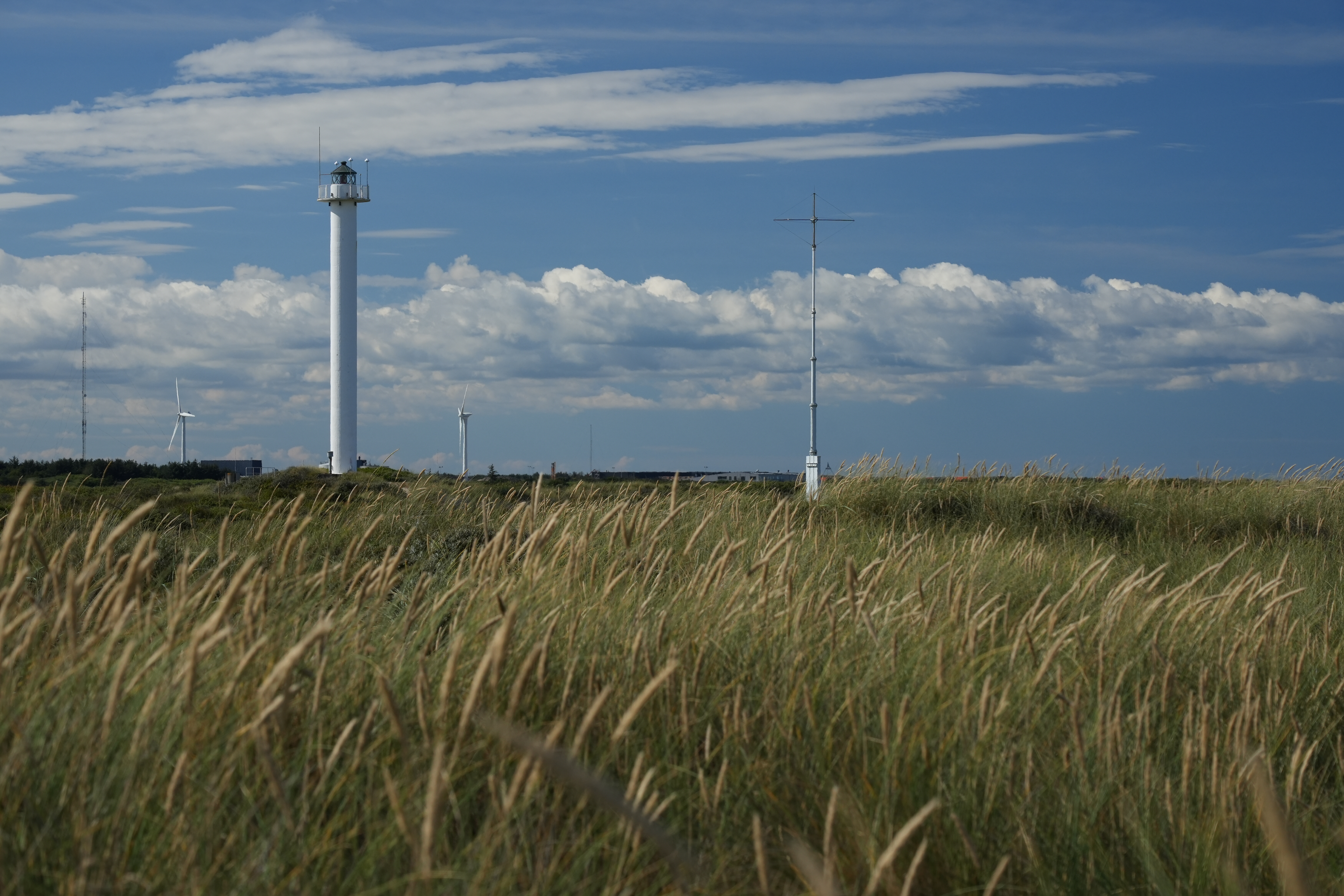
Skagen Vest Fyr – der westliche Leuchtturm Skagens
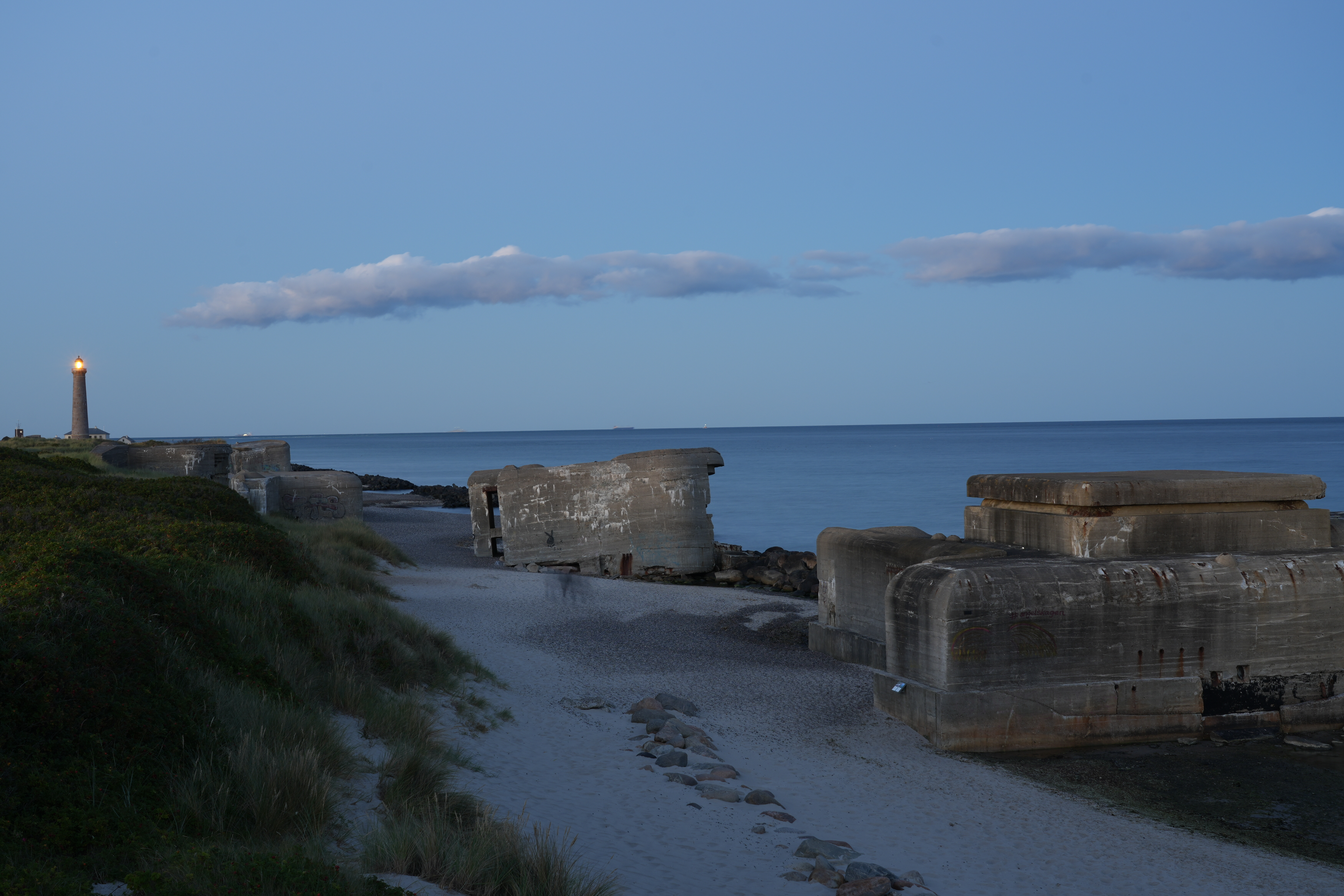
Bunker der Stützpunktgruppe Skagen aus dem 2. Weltkrieg

## Städtepartnerschaften
- Chenderiang, Malaysia
- Farsund, Norwegen
- Kristinehamn, Schweden
- Qingdao, China
- Seinäjoki, Finnland
- Sisimiut (Holsteinsborg), Grönland

## Persönlichkeiten

### Söhne und Töchter
- Anna Ancher (1859–1935), Malerin
- Helga Ancher (1883–1964), Malerin
- Kamilla Rytter Juhl (* 1983), Badmintonspielerin

### Personen mit Beziehung zur Stadt
- Georg Brandes (1842–1927), Schriftsteller
- Holger Drachmann (1846–1908), Maler, Journalist und Dichter
- Michael Ancher (1849–1927), Maler
- Peder Severin Krøyer (1851–1909), Maler
- Christian Krohg (1852–1925), Maler
- Henrik Pontoppidan (1857–1943), Schriftsteller
- Marie Krøyer (1867–1940), Malerin
- Hugo Alfvén (1872–1960), Komponist

## Trivia
Skagen wirkte namensgebend für das von dänischen Auswanderern in den USA gegründete Unternehmen Skagen Designs.